# Сегберс, Клаус
Клаус Сегберс (нем. Klaus Segbers; 1954) — немецкий политолог и профессор  в Институте Восточноевропейских Исследований . Основные научные интересы Сегберса — внешняя политика и международные отношения, международная политическая экономия, глобализационные процессы, терроризм, Восточная Европа а также глобальные агломерации. Кроме этого, он работает над развитием новаторских методов обучения, примером которого является смешанное обучение (blended learning). С 2007 года Сегберс  руководит им же основанным  Центром глобальной политики. Он также регулярно присутствует в ранге приглашённого  лектора в разных международных университетах, в том числе в Стэнфорде, в Нью-Йорке, в Москве и в Шанхае.

## Карьера
С 1974 по 1979 Сегберс изучал историю, Славянские языки, политологию и философию в Рурском Университете и в Констанцский университет. 
В 1984 году он получил докторскую степень в Университете Бремена по теме СССР во время Второй мировой войны. Во время работы над диссертации он побывал в Советском Союзе и в Соединённых Штатах. 
С 1996 до 2019 года Сегберс работал в Свободном университете Берлина, после чего вышел на пенсию.

## Сферы Деятельности
Сегберс работает в широком спектре тем внутри международных отношений и регионоведения. Помимо прочего, он руководил научно-исследовательскими проектами по политической и социальной трансформации в Восточной Европе.

## Публикации
- С конца политики. Шесть причин, почему дебаты и консультации становится все труднее (Vom Ende der Politik. Sechs Gründe warum Debatten und Beratung immer schwieriger werden). В:  Internationale Politik (Февраль 2013), стр 54-63.
- Дебаты Флиндерс (Debating Flinders). В: Democratic Politics, Vol. 18.1, 2012 г., С. 28-32.
- Города и глобальное управление (Cities and Global Governance). с Марком Аминь, Ноа Д. Толы, Патриция Л. McCarney (Hg.). New Sites for International Relations. Surrey: Ashgate, 2011.
- Мировая политика и распад западной политической системы: Формирование нового мирового ландшафта (Global Politics and the Collapse of the Political West Divide: The Emerging New Global Landscape). В: 20 лет после падения Берлинской стены. Сингапур: КАС 2009, С. 61 - 73.
- Объясняя постсоветские мозаичные связи (Explaining Post-Soviet Patchworks). 3 Банде, Ашгейт, Олдершот, 2001.
- Глобализация Восточной Европы. Обучение международных отношений без границ. с Керстин Имбуш (Hg.): Мюнстер, Гамбург, Лондон: ЛИТ, 2000
- Изменение советской системы (Der sowjetische Systemwandel). Frankfurt am Main, Suhrkamp, 1989.